# Французская реформатская церковь (Калининград)
Францу́зская реформа́тская це́рковь (нем. Französisch-reformierte Kirche) — утраченный реформатский храм на Королевской улице (ныне улица Фрунзе) в Кёнигсберге (ныне Калининград). Строилась с 1733 по 1736 год, но освящена была лишь в 1756.

## Описание
После изгнания Людовиком XIV протестантов (гугенотов) из Франции в Кёнигсберге появилась французская община, с которой связано название Французской улицы (часть современной улицы Шевченко около Дворца Бракосочетания).
В 1733—1736 было сооружено здание церкви для французской протестантской общины по планам известного «придворного» архитектора Шультхайса фон Унфрида (нем. Schultheis von Unfried). Церковь была освящена в 1756 году. Здание находилось на Королевской улице (нем. Königstrasse, в нацистское время — нем. Strasse der SA, сейчас улица Фрунзе).
Проповеди в церкви читались на французском языке, с 1817 года — каждую четвертую субботу — на немецком. За церковью находилась территория старого французского кладбища. В советский период на этом месте был построен Дом быта.
Здание было сильно разрушено во время Великой Отечественной войны, его руины были окончательно снесены в 1967—1968 годах, на месте здания церкви располагается парковочная площадка у бывшего Дома быта, ныне административного здания по адресу улица Фрунзе, дом 6.